# Philiszkosz (tragédiaköltő)
Philiszkosz (Kr. e. 285 és Kr. e. 247 között működött) görög tragédiaköltő.
Korkürából származott, Ptolemaiosz Philadelphosz korában élt. Az alexandriai Pleiasz-kör tagja volt. A Szuda-lexikon említése szerint 42 tragédiát írt, amelyeknek még a címük sem maradt fenn.